# 拉沙佩勒 (洛特-加龙省)
拉沙佩勒（法語：Lachapelle，法語發音：[laʃapɛl]）是法国洛特-加龙省的一个市镇，属于马尔芒德区。

## 地理
拉沙佩勒（44°34'32"N, 0°15'46"E）面积4.53 平方千米，位于法国新阿基坦大区洛特-加龍省，该省份为法国西南部内陆省份，北起多爾多涅省，西接吉倫特省和朗德省，南至热尔省，东临塔恩-加龙省和洛特省。
与拉沙佩勒接壤的市镇（或旧市镇、城区）包括：康布、埃斯卡斯福尔、佩里耶尔、圣阿维、塞什。

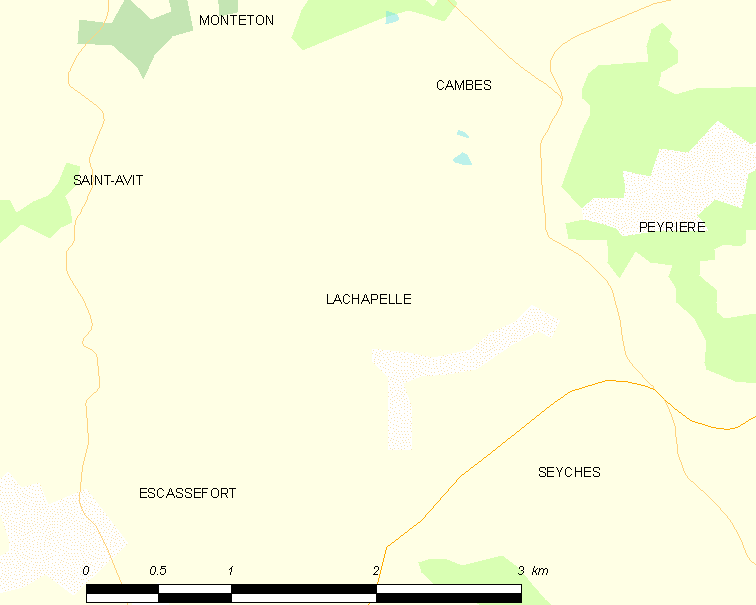
的OSM定位图

拉沙佩勒的时区为UTC+01:00、UTC+02:00（夏令时）。

## 行政
拉沙佩勒的邮政编码为47350，INSEE市镇编码为47126。

## 政治
拉沙佩勒所属的省级选区为吉耶讷山丘县。

## 人口

1962-2008年间人口变化图示

拉沙佩勒于2022年1月1日时的人口数量为101人。